# HD 24843
HD 24843，又名BD+38 827，SAO 56849、HR 1226，是一颗恒星，视星等为6.3，位于銀經158.23，銀緯-10.89，其B1900.0坐标为赤經3h 51m 49.9s，赤緯+38° -10.89′ 10″。